# Bo Pi
Bo Pi (xinès: 伯嚭; pinyin: Bó Pǐ; mort el 473 aC) fou un buròcrata en l'estat de Wu al període de les Primaveres i Tardors. El seu avi, Bo Zhouli, que va ser un oficial militar en l'estat de Chu, fou ajusticiat, i Bo Pi fugí a Wu, on ell va servir com assessor del rei de Wu.
Durant una guerra amb l'estat de Yue, en la qual Wu tenia l'avantatge, Bo Pi va ser corromput per esplèndids regals del Rei Goujian de Yue. Bo Pi va influenciar al Rei Fuchai de Wu per fer la pau amb l'estat de Yue malgrat les objeccions de Wu Zixu, l'altre assessor del Rei Fuchai, que va advertir d'un possible atac futur de Yue. Després els dos assessors van estr competint per la confiança del rei, fins que Bo Pi va convèncer el rei d'executar a Wu Zixu per traïció. Llavors, mentre el rei Fuchai lliurava una altra campanya en l'estat de Qi, el Rei Goujian va fer un atac amb traïdoria sobre Wu, conquerint-lo, justament com Wu Zixu havia advertit. Bo Pi va ser ajusticiat pel Rei Goujian per deslleialtat a l'antic Rei Fuchai, i irònicament per haver acceptat regals dels governants estrangers.